# Kapitein Phoebus
Kapitein Phoebus de Chateaupers is een personage en een van de hoofdpersonen uit het boek De klokkenluider van de Notre Dame uit 1831 van Victor Hugo. Hij is de Kapitein van de Konings boogschutters. Zijn naam komt van de Griekse god van de zon, Phoebus of Phoibos (ook wel bekend als de god Apollo).

## In het boek
In het oorspronkelijke boek is Phoebus de antagonist (eigenlijke tegenspeler). Ondanks zijn adellijke afkomst en schoonheid, is hij ook zelfingenomen, onbetrouwbaar en een rokkenjager. Hij redt Esmeralda uit de armen van Quasimodo en zij wordt verliefd op hem. Phoebus weet haar gevoelens overtuigend te beantwoorden, maar wil eigenlijk een nacht met haar doorbrengen. Esmeralda regelt een ontmoeting met Phoebus en vertelt hem over haar gevoelens voor hem, en hij weet haar ervan te overtuigen dat hij hetzelfde voor haar voelt. Hij is echter in feite verloofd met een andere vrouw, de pittige dame 'Fleur-de-Lys de Gondelaurier', en dat niet alleen, hij heeft daarbij toegestaan dat decaan Claude Frollo zijn date met Esmeralda mocht bespioneren. Deze beslissing blijkt ook gelijk zijn valkuil: terwijl de twee zich voorbereiden om de liefde te bedrijven, komt de jaloerse Frollo tevoorschijn en steekt Phoebus in de rug met een mes. Frollo maakt zich daarna snel uit de voeten en van Phoebus wordt gedacht dat hij door moord is omgekomen. Esmerelda, de enige nog op het misdrijf aanwezig, wordt voor de dader aangezien. Phoebus blijkt echter niet dood te zijn en lijkt na een poosje te herstellen van zijn wonden. Esmeralda wordt niettemin voorgeleid vanwege de mogelijke moord, terwijl Phoebus er niets aan doet om haar onschuld te bewijzen en er het zwijgen toe doet. Aan het einde van het boek trouwt hij Fleur-de-Lys en bekijkt hij de executie van Esmeralde op afstand zonder enige spijt of berouw. Schrijver Victor Hugo laat weten dat zijn huwelijk niet gelukkig zal zijn.